# Paul-Louis Weiller
Paul-Louis Weiller (* 29. September 1893 in Paris; ✡ 6. Dezember 1993 in Genf, Schweiz) war ein französischer Unternehmer und Kunstmäzen.

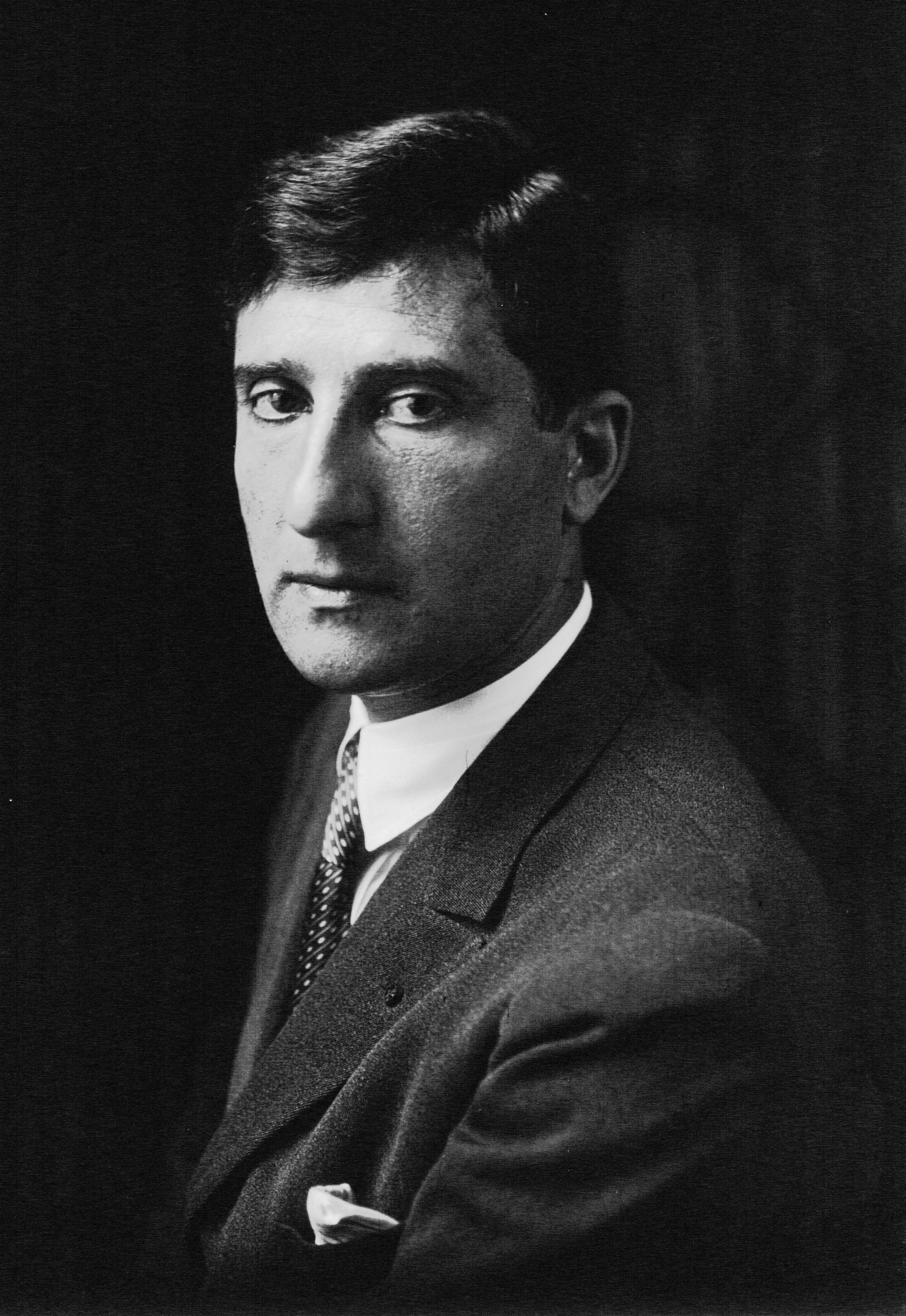
Paul-Louis Weiller

## Leben
Er wurde als Sohn einer wohlhabenden jüdischen Familie, die aus dem Elsass stammte, geboren. Sein Vater Lazare Weiller war 1882 zum Katholizismus konvertiert und hat seinen Sohn christlich taufen lassen. Da seine Mutter Alice Javal Jüdin war, war Paul-Louis von Geburt an Jude.
Er besuchte das Lycée Carnot in Paris und ab 1912 die École centrale des arts et manufactures in Paris. 1914 wurde er zum Militär eingezogen und verließ die Schule.
Paul-Louis Weiller heiratete 1922 die Prinzessin Alexandra Ghika, nachdem er die orthodoxe Taufe erhalten hatte. Sie hatten eine Tochter Marie-Elisabeth, 1924 geboren. Nach seiner Scheidung heiratete er 1932 Alíki Diplarákou, Miss Europa 1930, von der er sich später scheiden ließ. 1933 wurde sein Sohn Paul-Annik Weiller geboren.

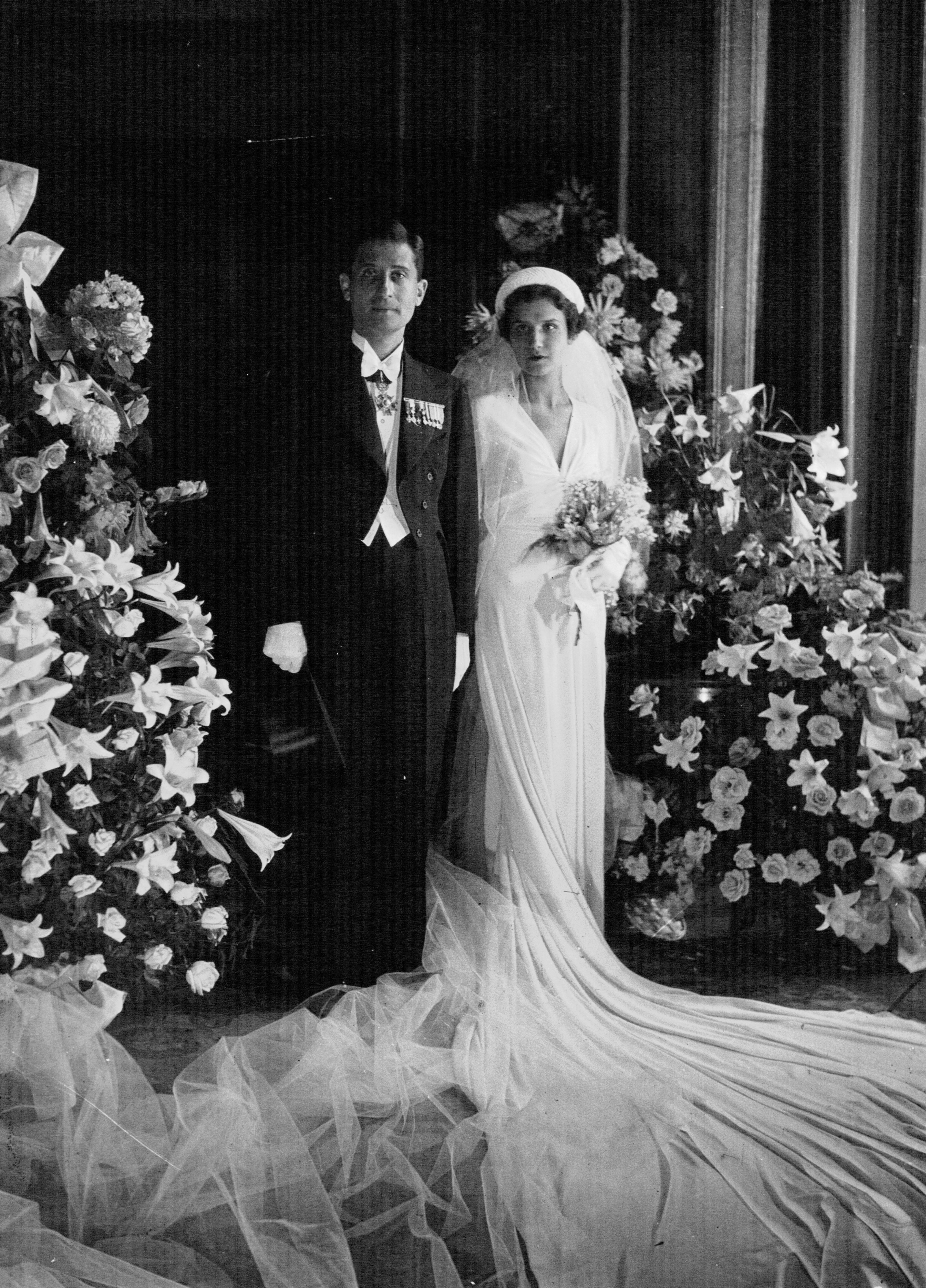
Paul-Louis Weiller, Aliki Diplarakou, 1932

Als Jude verließ er 1940 Frankreich und ging nach Lissabon, wo er mit der Widerstandsbewegung Forces françaises libres Kontakt aufnahm. Im Mai ging er nach Paris zurück, im Oktober wurde er verhaftet und zusammen mit Widerstandskämpfern wie Vincent Auriol, Paul Reynaud, Jules Moch und Georges Mandel inhaftiert. Er wurde zu einem überwachten Hausarrest in Marseille verurteilt, im Januar 1942 gelang ihm die Flucht aus Frankreich. Er ging nach Marokko, dann nach Havanna in Kuba, schließlich nach Mexiko. Nach dem Krieg kehrte er nach Frankreich zurück.
Nach seiner industriellen Karriere zog Paul-Louis Weiller nach Genf, wo er 1993 100-jährig starb. Er fand seine letzte Ruhestätte auf dem Friedhof von Compesières in der Genfer Gemeinde Bardonnex.

## Militärische Karriere
1914 wurde er als Unteroffizier in einem Artillerieregiment eingezogen, bald danach wurde er als Luftbeobachter dem neuen Fliegergeschwader als Beobachter zugeteilt. Er flog schon seit 1908 selbst Flugzeuge. Nach seinem Pilotenschein im Jahr 1915 wurde er den Artilleriebeobachtern zugeteilt, die erstmals drahtlose Telefonie einsetzten. 1918 gründete er eine Gruppe von Flugbeobachtern, die bis zu 100 km hinter den feindlichen Linien Aufklärungsflüge durchführten. Diese Einsätze waren wichtig für die alliierten Offensiven am Ende des Ersten Weltkriegs. Er beendet seine militärische Karriere als Hauptmann, dekoriert mit dem Croix de guerre (französisch) und dem Military Cross (englisch).

## Industrie

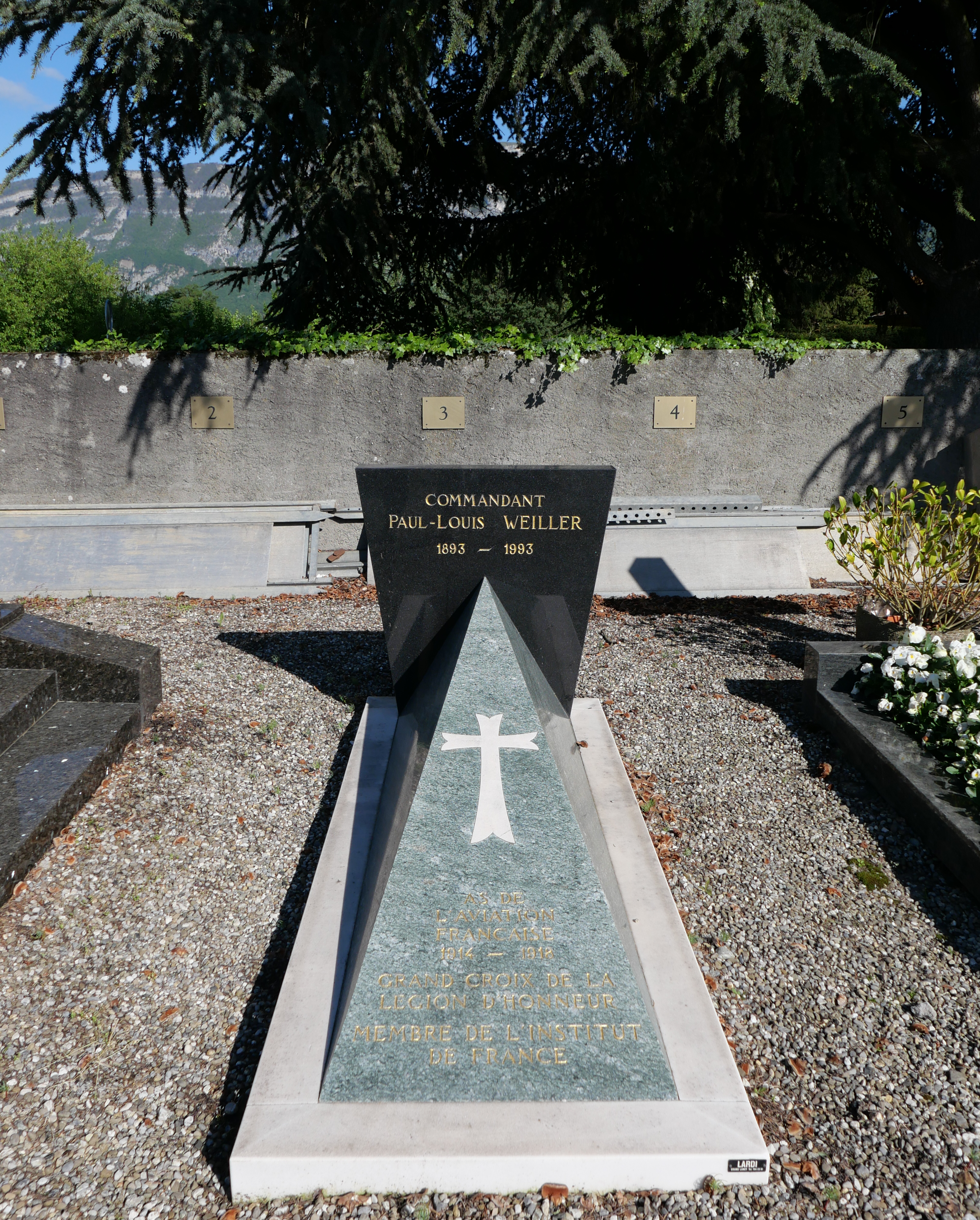
Das Grab im Jahr 2024

1922 bis 1940 war er Leiter der Société Gnome et Rhône et de la Compagnie internationale de navigation aérienne, einer Fabrik für Flugmotoren. Ab 1930 organisierte er die ersten kommerziellen Linienflüge zwischen Europa und Afrika. 1933 wurde er in den Aufsichtsrat von Air France berufen. Nachdem die Société Gnome et Rhône nationalisiert und Teil der SNECMA worden war, verließ er diese Gesellschaft und leitete Elektrizitätsgesellschaften in Kanada, Brasilien und Kuba. Er investierte in Kupferminen in Peru und in die Ölförderung in Venezuela. Er war mit J. Paul Getty befreundet. Zusammen mit der Standard Oil Company betrieb er eine Raffinerie in Deutschland. 1947 verlegt er seinen Geschäftssitz von Kuba nach Genf. Er gründete Holdinggesellschaften in Frankreich (Imogest), Panama (Mercedes y Mercedes) und in Lichtenstein (Petrolitrust). Er wurde sehr reich.

## Kunstliebhaber und Mäzen
Nachdem er sich aus dem Geschäftsleben zurückgezogen hatte, kaufte Paul-Louis Weiller eine Reihe historischer Gebäude, die er aufwändig restaurieren ließ: Das Hôtel des comtes d’Artois im Marais in Paris, die Mühlen von Moret und La Maison Abandonée (Das verlassene Haus) gemalt von Alfred Sisley. Ebenso das Hôtel des ambassadeurs de Hollande in Paris, in dem er 1957 die Fondation (Stiftung) Paul-Louis Weiller gründete, die Künstler unterstützte und tausende von kostenlosen Mahlzeiten ausgab. Er stiftete großzügig dem Museum von Versailles und dem Musée Carnavalet in Paris. Er schuf eine Stiftung für Meisterwerke in Gefahr und ab 1970 stiftete er einen Preis für Porträtmalerei. 1965 wurde er zum Mitglied der Académie des Beaux-Arts berufen, ab 1979 war er Vize-Präsident, ab 1980 Präsident dieser Institution. 1994 trat er zurück und wurde von dem Choreografen Maurice Béjart abgelöst.

## Diverses
Als Freund von Paul Getty machte er diesen mit Mary Teissier bekannt, die wenig später eine von Gettys Geliebten wurde. Nach Gettys Tod 1975 erbte sie einen beträchtlichen Teil seines Vermögens.
1970 wurde er zum Ehrenbürger von Sélestat ernannt.